# Aleksiejewskij (Mari El)
Aleksiejewskij (ros. Алексеевский) – osiedle w Rosji, w Mari El, w rejonie sowieckim. W 2010 liczyło 1644 mieszkańców.